# Дон Гівенс
Дон Гівенс (англ. Don Givens, нар. 9 серпня 1949, Лімерик) — ірландський футболіст, що грав на позиції нападника. По завершенні ігрової кар'єри — тренер.
Виступав, зокрема, за клуби «КПР», «Бірмінгем Сіті» та «Ксамакс», а також національну збірну Ірландії.
Чемпіон Швейцарії. 

## Клубна кар'єра
Народився 9 серпня 1949 року в місті Лімерик. Вихованець футбольної школи клубу «Манчестер Юнайтед». Дорослу футбольну кар'єру розпочав 1969 року в основній команді того ж клубу, в якій провів один сезон, взявши участь у 8 матчах чемпіонату. 
Протягом 1970—1972 років захищав кольори команди клубу «Лутон Таун».
Своєю грою за останню команду привернув увагу представників тренерського штабу клубу «КПР», до складу якого приєднався 1972 року. Відіграв за лондонську команду наступні шість сезонів своєї ігрової кар'єри. Більшість часу, проведеного у складі «Квінз Парк Рейнджерс», був основним гравцем атакувальної ланки команди.
У 1978 році уклав контракт з клубом «Бірмінгем Сіті», у складі якого провів наступні три роки своєї кар'єри гравця. 
Згодом з 1981 по 1982 рік грав у складі команд клубів «Борнмут» та «Шеффілд Юнайтед».
У 1982 році перейшов до клубу «Ксамакс», за який відіграв 5 сезонів. Граючи у складі «Ксамакса» також здебільшого виходив на поле в основному складі команди. Завершив професійну кар'єру футболіста виступами за команду «Ксамакс» у 1987 році.

## Виступи за збірну
У 1969 році дебютував в офіційних матчах у складі національної збірної Ірландії. Протягом кар'єри у національній команді, яка тривала 13 років, провів у формі головної команди країни 56 матчів, забивши 19 голів.
8 голів забив у відбірковому раунді до чемпіонату Європи 1976. Зокрема, відзначився хет-триком у поєдинку зі збірною СРСР, що завершився перемогою з рахунком 3:0, а також чотири голи забив у ворота збірної Туреччини (4:0).

## Кар'єра тренера
Розпочав тренерську кар'єру, повернувшись до футболу після невеликої перерви, 1993 року, очоливши тренерський штаб клубу «Ксамакс». Згодом протягом другої половини 1990-х працював з молодіжними командами, спочатку у тому ж «Ксамаксі», а згодом в лондонському «Арсеналі».
У 2000 році став головним тренером команди Ірландія U-21, яку тренував до 2010 року. Під час роботи з «молодіжкою» двічі, у 2002 та 2007–2008 роках, виконував обов'язки головного тренера основної збірної Ірландії.

## Титули і досягнення
- Чемпіон Швейцарії (1):

«Ксамакс»: 1986-1987